# Tjålmetjärnen
Tjålmetjärnen är en sjö i Sorsele kommun i Lappland och ingår i Umeälvens huvudavrinningsområde. Tjålmetjärnen ligger i Vindelälven Natura 2000-område.